# みよし市立歴史民俗資料館
みよし市立歴史民俗資料館（みよししれきしみんぞくしりょうかん）は、愛知県みよし市三好町陣取山44-1にある郷土資料館。1982年（昭和57年）11月に開館した。

## 歴史
- 1982年（昭和57年）11月 - 開館。

## 館内
- 1階 - 常設展示室[1]

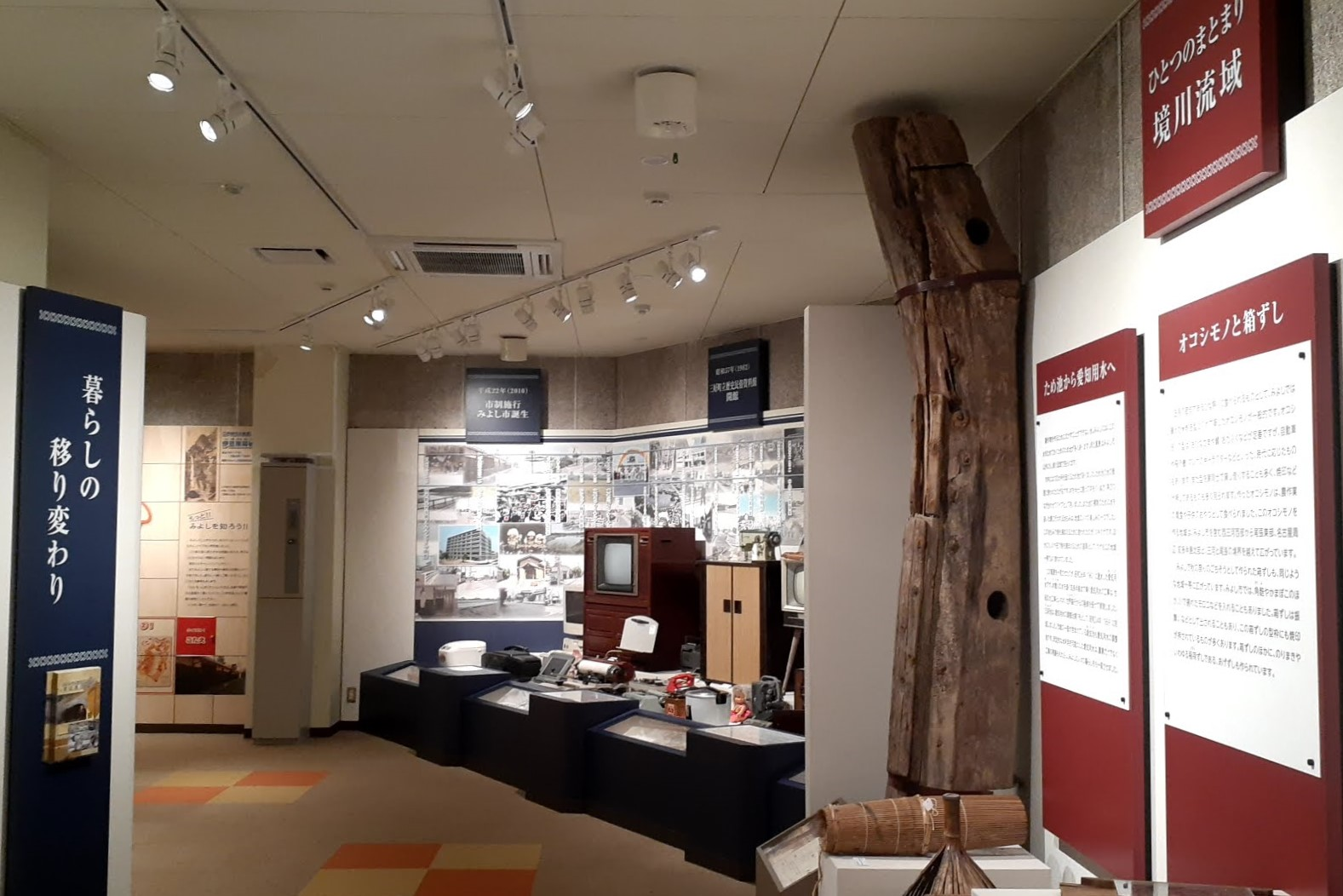
常設展示室

  - みよし市の歴史・民俗を紹介。昔の暮らしを再現したコーナー、みよし市のため池に関するコーナー、みよし市の祭礼や棒の手に関するコーナー、中世城郭である福谷城の発掘に関する展示、八和田山古窯群に関する展示などがある[2]。
- 2階 - 特別展示室[1]
  - 年4回の頻度で企画展・特別展を開催。冬季には毎年ひな人形展を開催している[2]。

## コレクション
- 伊豆原麻谷の作品群 - 三河国（現在のみよし市域）出身の江戸時代後期の画家であり、中林竹洞や山本梅逸とともに尾張の南画家を代表する存在である[2]。約40点を所蔵している[2]。

## 利用案内
- 入館料[3]
  - 無料
- 開館時間[3]
  - 9時～16時30分
- 休館日[3]
  - 毎週月曜日、12月28日から1月4日
- アクセス[3]
  - 名鉄バス「三好」バス停から徒歩1分または徒歩5分
  - 東名高速道路東名三好インターチェンジから車で約10分